# Pala de trinchera

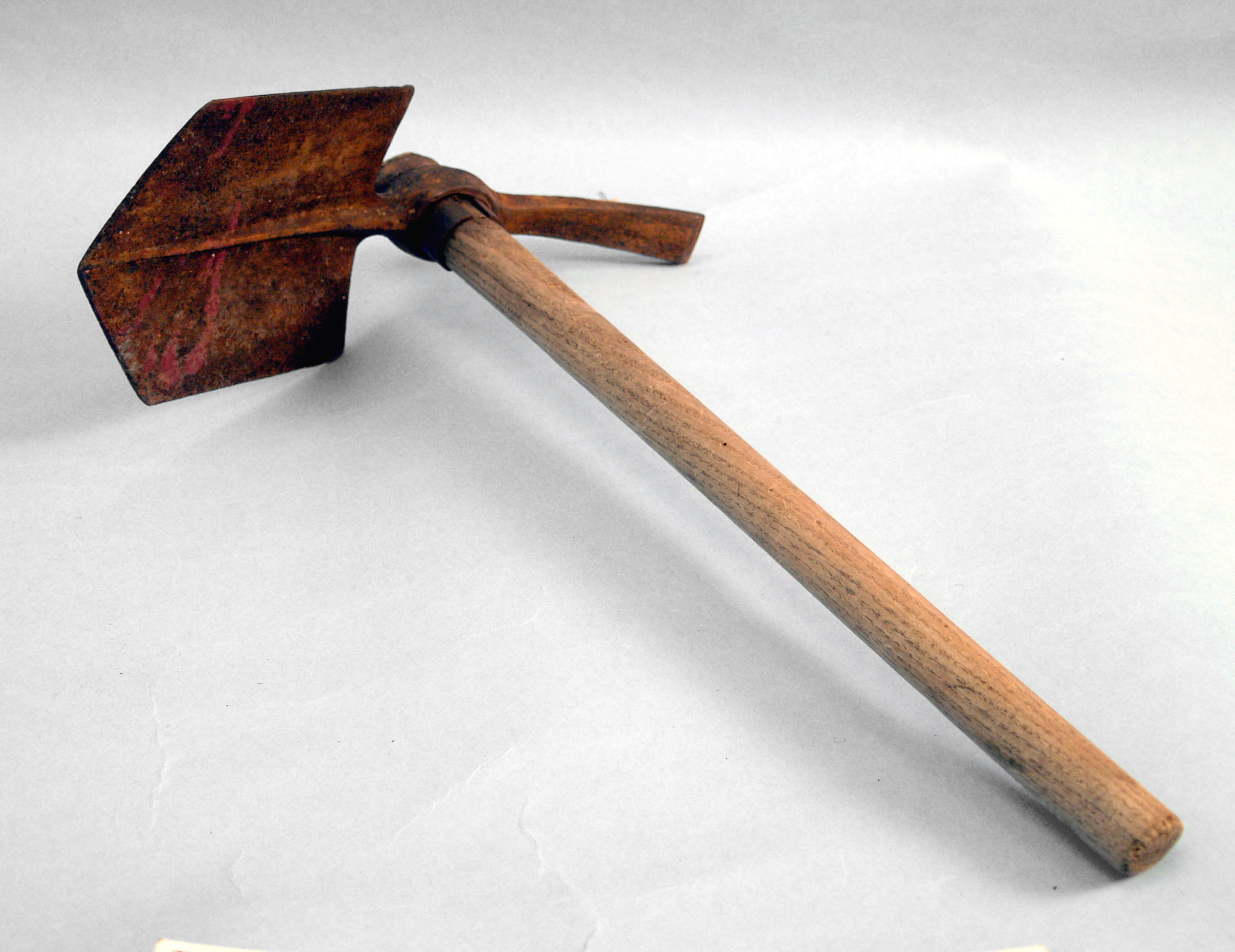
Pala de trinchera de la época de la Primera Guerra Mundial.

Una pala de trinchera (coloquialmente llamada zapapico en el Ejército Español) es una herramienta de excavación utilizada por las fuerzas militares para diversos propósitos militares. Los montañistas, campistas, excursionistas y otros grupos similares lo consideran indispensable para su uso en el campo. Las herramientas de atrincheramiento modernas suelen ser plegables y estar fabricadas con acero, aluminio u otros metales ligeros.

## Historia y desarrollo

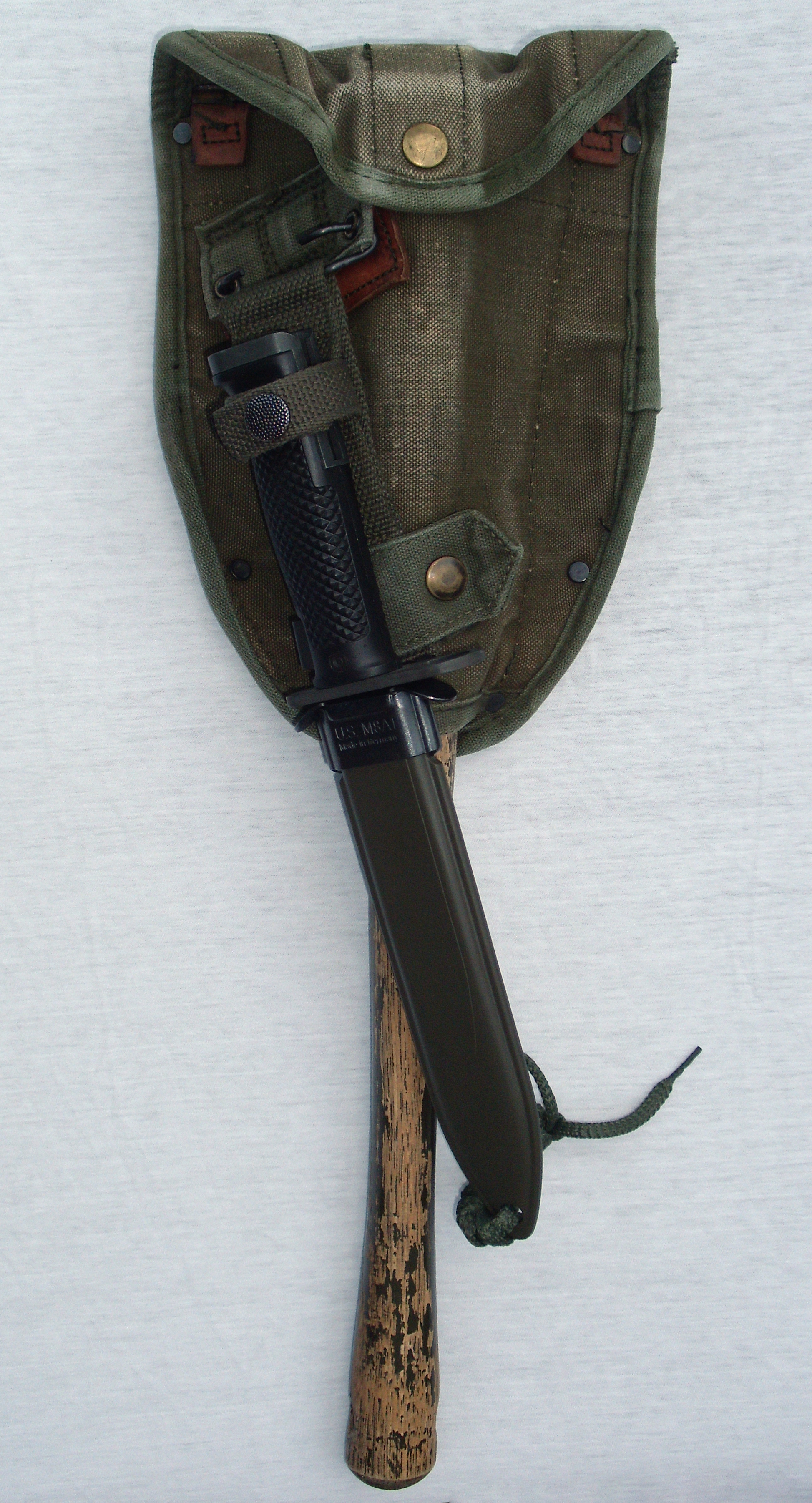
Portazapapicos M-1956 con funda M8A1, con bayoneta M6.

Las herramientas de atrincheramiento se remontan al menos a la época de la legión romana que utilizaba un tipo de azadón conocido como dolabra. Julio César, así como otros escritores antiguos, documentaron el uso de palas y otros elementos de excavación como importantes herramientas de guerra. La legión romana, cuando estaba en marcha, cavaba una zanja y hacía una muralla fortificada con estacas móviles alrededor de sus campamentos todas las noches donde los campamentos establecidos no estaban disponibles.
Las tácticas de asedio a lo largo de la historia requirieron la excavación de fortificaciones y, a menudo, se intentaron picar los muros, excavando zapas hasta los cimientos de un muro para intentar derrumbarlo. De ahí tiene sus orígenes el denominado nombre «zapapico», muy común dentro del Ejército Español.
En tiempos más modernos, las tácticas de asedio de las guerras napoleónicas utilizaban palas y picos como herramientas para cavar trincheras hacia los muros de las fortificaciones asediadas, para permitir que los hombres se acercaran con munición suficiente como para disparar cañones contra los muros y abrir una brecha. Al ser demasiado largas y pesadas para ser transportadas por soldados individuales, las palas, normales y trinchera, normalmente se llevaban en los carros de suministros (tren logístico) de una columna militar. Solo las tropas pioneras o de ingenieros solían llevar palas o zapapicos como parte de su equipo individual. Esto con frecuencia llevaba a situaciones en las que la infantería no tenía acceso a equipo de atrincheramiento cuando era necesario. Como señaló un oficial de infantería del ejército estadounidense, «las herramientas de atrincheramiento de un ejército rara vez llegan al frente hasta que ha pasado la exigencia de su uso».

## Bayoneta de paleta

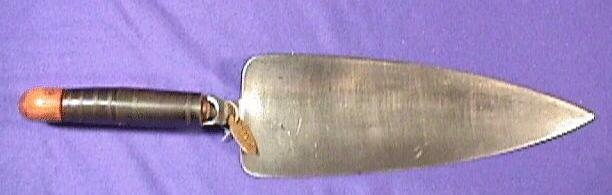
Bayoneta de paleta estadounidense, modelo de 1873.

En 1870, el ejército de EE. UU. introdujo la bayoneta de paleta, destinada a soldados individuales como arma y herramienta de atrincheramiento. A esto le siguió el desarrollo de herramientas separadas de paleta y pala, pequeños implementos de mano que podían llevarse como parte del equipo individual de un soldado. Si bien la paleta o pala de trinchera fue reemplazada gradualmente en los Estados Unidos y otros ejércitos modernos por herramientas de trinchera más grandes, más pesadas y más efectivas, el concepto de proporcionar a cada soldado de infantería un medio para cavar sus propias trincheras o parapetos continuó como doctrina táctica.

## Era moderna

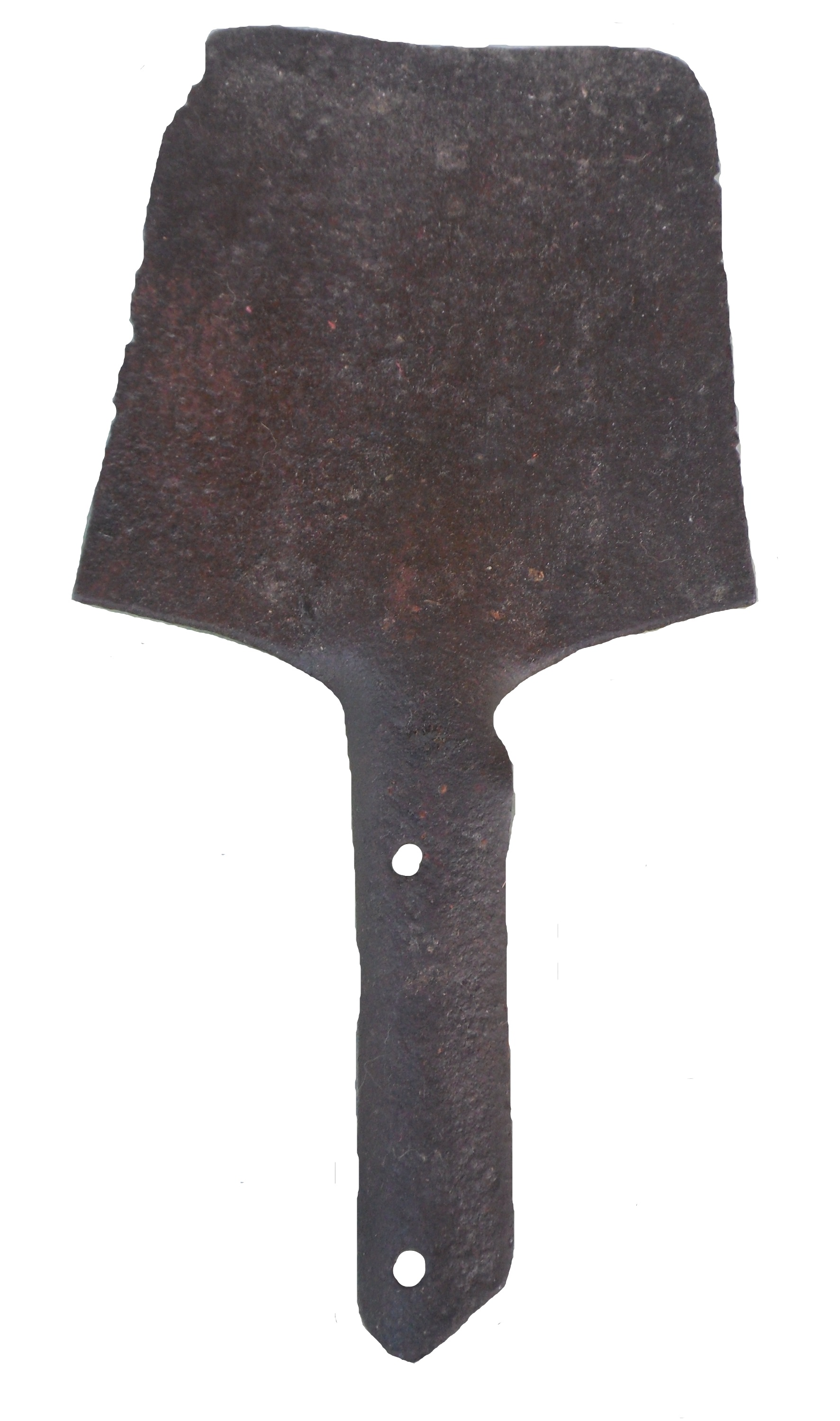
Pala Linnemann de la Primera Guerra Mundial.

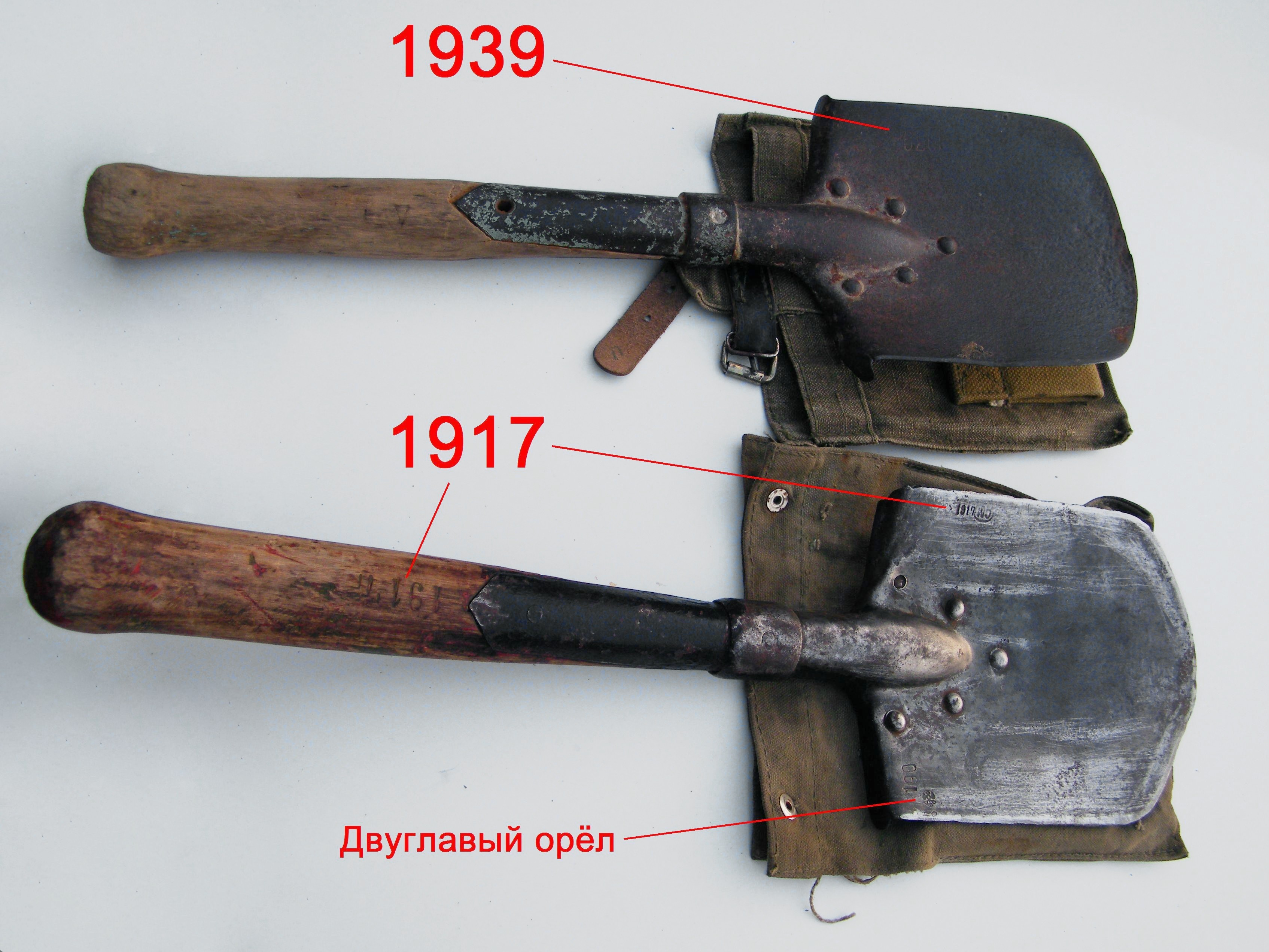
MPL-50 de la Primera y Segunda Guerra Mundial (malaya pekhotnaya lopata, lit. pequeña pala de infantería). Son similares a las herramientas de atrincheramiento utilizadas por la mayoría de los ejércitos que participaron en esos conflictos.

La primera herramienta de atrincheramiento verdaderamente moderna fue inventada en 1869 por el oficial danés Mads Johan Buch Linnemann. En 1870 fue patentado y suministrado al ejército danés. Al año siguiente fue adoptada por el ejército austríaco, mucho más grande, y Linnemann fundó una fábrica en Viena para producir su pala. Más tarde se introdujo en Alemania, Francia, Rumania y Rusia, aunque solo Rusia reconoció los derechos de patente de Linnemann, le pagó 30 000 rublos y encargó 60 000 unidades. Los rusos lo llamaron MPL-50 (una pequeña pala de infantería de 50 cm de largo) que todavía usan hasta el día de hoy. Esta pequeña pala también se puede utilizar como hacha, martillo, remo o sartén para cocinar alimentos.

## Primera Guerra Mundial

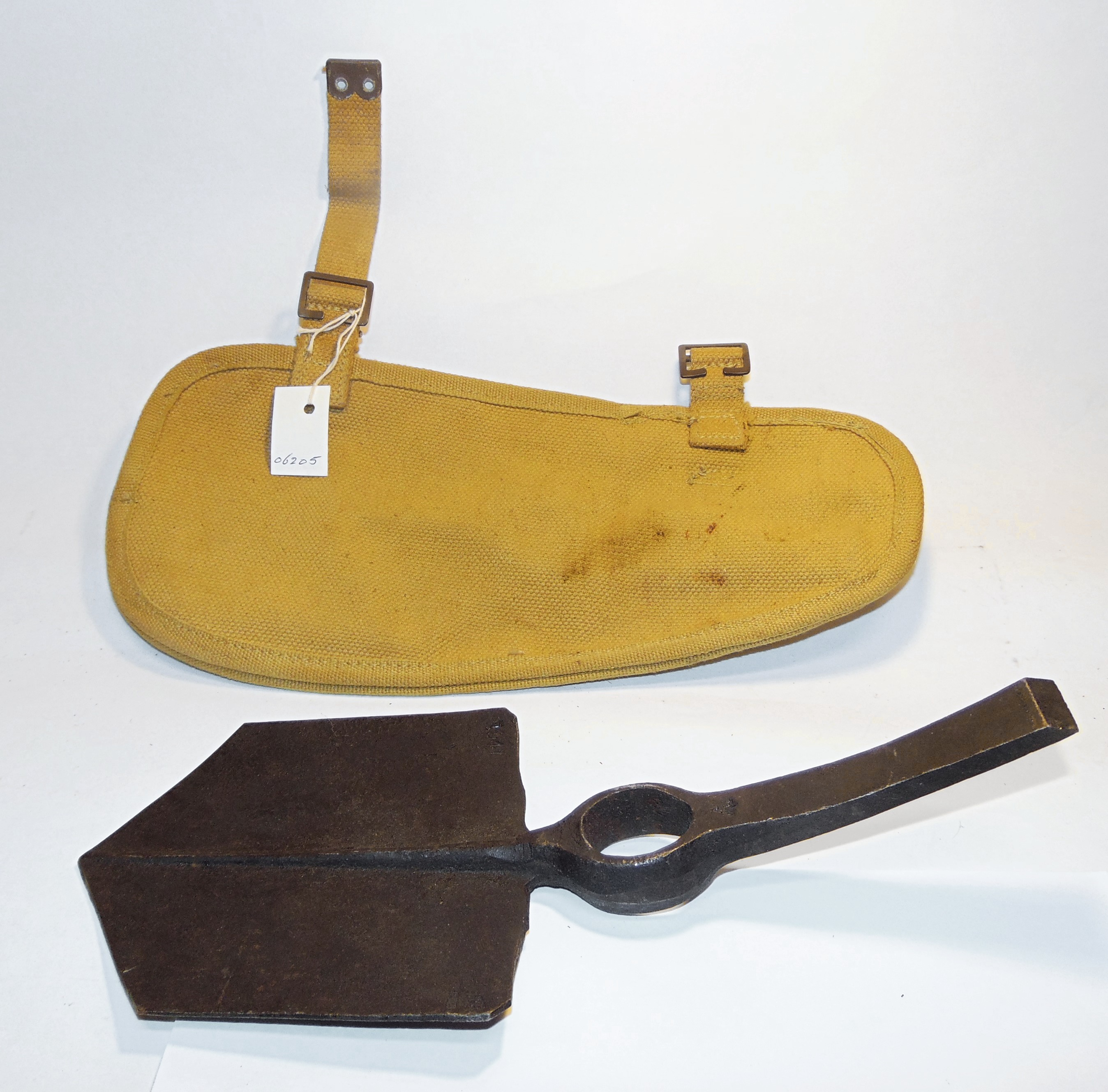
Zapapico, herramienta de atrincheramiento estándar militar británica, sin mango y con soporte, 1941.

Durante la Primera Guerra Mundial, las herramientas de atrincheramiento se volvieron extremadamente importantes con la introducción de la guerra de trincheras. Pronto aparecieron herramientas de atrincheramiento diseñadas para el soldado de infantería individual con mangos cortos y rectos, mangos en T, mangos en D y otros diseños.
Durante la Primera Guerra Mundial, la pala de trinchera también se utilizó como arma cuerpo a cuerpo. En los estrechos límites de una trinchera, los rifles y las bayonetas fijas eran demasiado largos para un uso eficaz, y las herramientas de trinchera se solían utilizaban como armas para el combate cuerpo a cuerpo. Desde 1915, los soldados de ambos bandos afilaban habitualmente los bordes de las palas para usarlas como armas.

## Diseños plegables de la Segunda Guerra Mundial

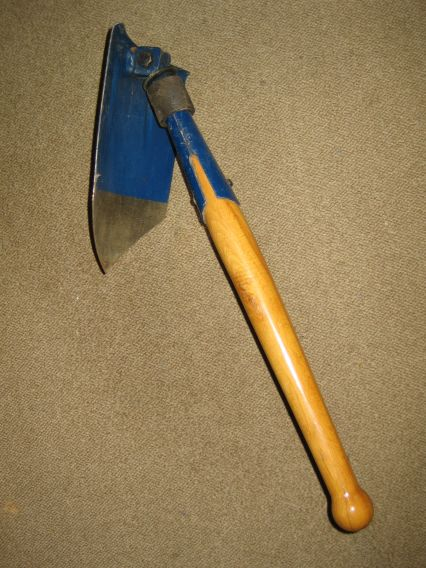
El Klappspaten de la Segunda Guerra Mundial. La pala plegable marcaría la tendencia para todos los diseños futuros.

«En 1938, apareció la Klappspaten, una pala plegable que fue precursora de todas las palas modernas de este tipo, incluida la copia estadounidense de 1943.» Los diseños plegables se hicieron cada vez más populares, y generalmente consistían en un mango fijo con una cabeza de pala plegable y, a veces, incorporaban una un pico en el diseño. Como todas las herramientas de atrincheramiento individuales, fueron diseñadas para ser transportadas fácilmente como parte del equipo estándar de un soldado de infantería.

## Época contemporánea

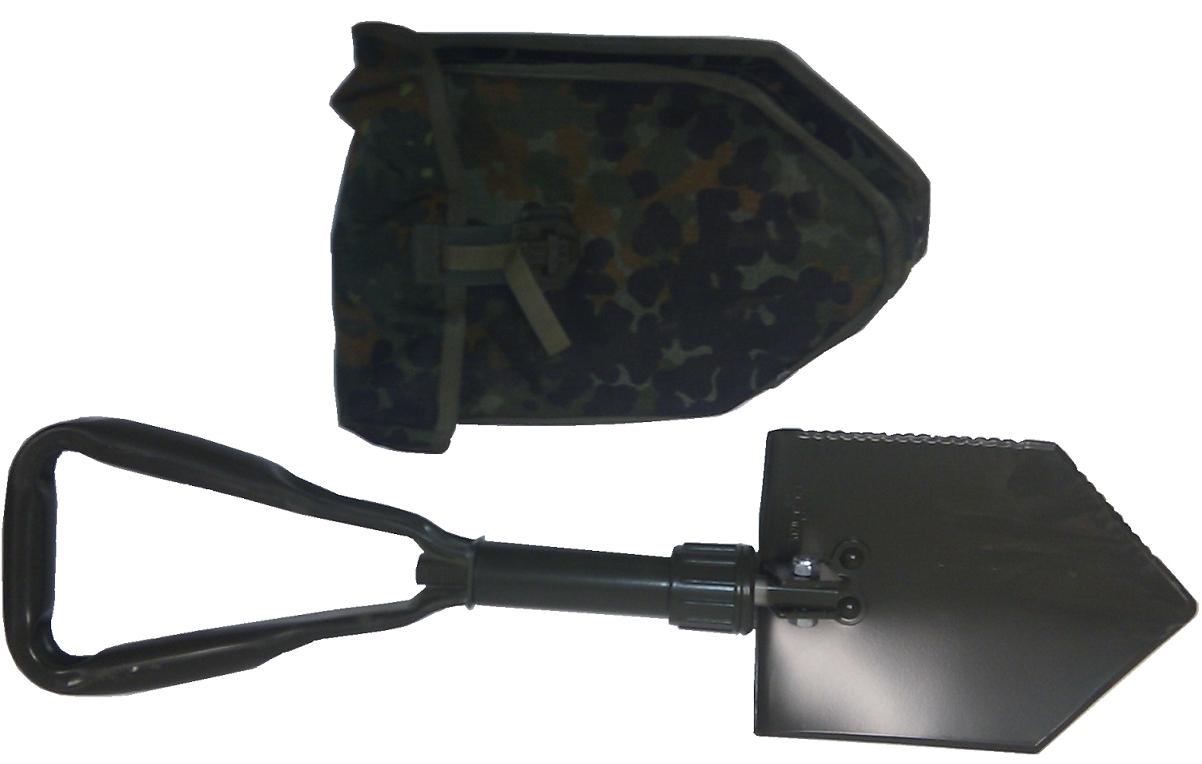
Moderna herramienta de trinchera plegable triple, totalmente de acero y con mango en D.

La herramienta de atrincheramiento del Ejército de los Estados Unidos ha evolucionado desde la época de la pala no plegable con mango en T de 1907 a un diseño triple con un mango en «D» modificado con construcción totalmente de acero, a una herramienta similar. Diseño triple de acero y plástico liviano adoptado por la OTAN como herramienta estándar para afianzar problemas. También se han emitido otras variantes plegables. El último diseño tríptico de plástico ligero es un treinta por ciento más ligero que el tríptico totalmente de acero: de 0,7 kg en lugar de 1 kg.

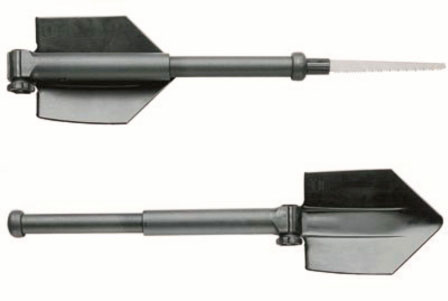
Herramienta de atrincheramiento de Glock, la Feldspaten. Nota: mango telescópico de plástico y hoja de sierra.

La Glock Feldspaten (pala de campo) cuenta con una hoja de metal endurecido que se puede bloquear en 3 posiciones para cavar, palear y picar, con un mango telescópico hecho de nailon reforzado con fibra de vidrio que contiene una hoja de sierra de 175 mm (6,9 plg) de larga, de metal endurecido. La herramienta de atrincheramiento pesa 650 g (22,9 oz) y completamente extendida mide 630 mm (24,8 plg) de largo. La pala y el mango se pueden plegar y acortar para facilitar su transporte y almacenamiento, ocupando 260 milímetros × 150 milímetros × 60 milímetros.
Las unidades soviéticas Spetsnaz estaban bien entrenadas en el uso de la pala de trinchera rusa de mango corto llamada «saperka» como arma, más que para cavar o atrincherarse. Las fuerzas de comando modernas también están entrenadas para luchar con herramientas de atrincheramiento.

## Uso civil
Muchos millones de excedentes de herramientas de atrincheramiento han llegado a manos de civiles. Se suelen utilizar para acampar, hacer jardinería y por grupos de recreación de guerra. Algunas personas coleccionan las herramientas más antiguas como recuerdos militares.